# 조미료

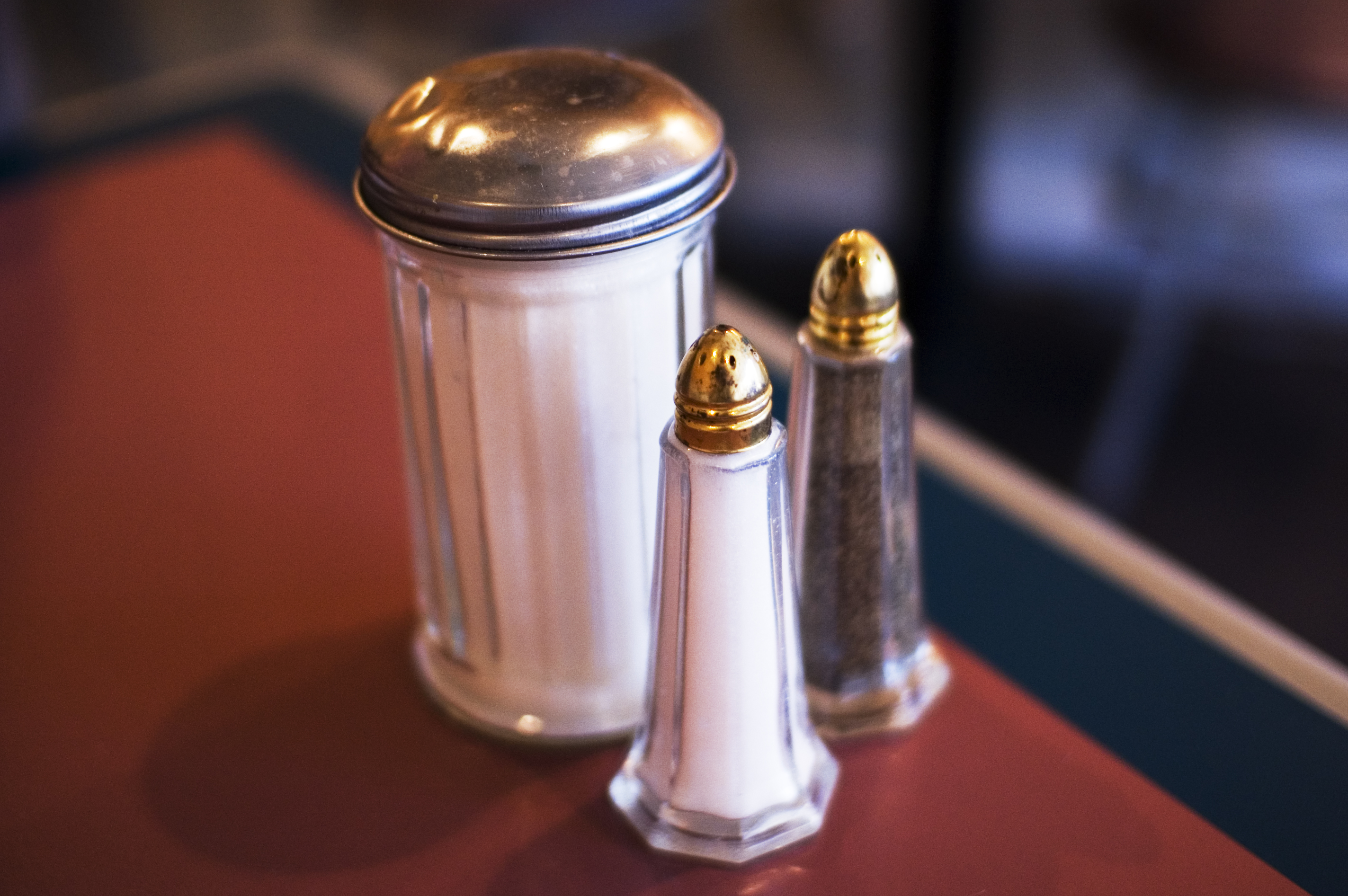
소금, 후추, 설탕이 식탁 위에 모여 있다.

조미료(調味料, condiment)는 음식 맛을 돋우는 데 쓰는 양념의 일종이다. 맛의 성분에 따라 설탕, 꿀 등의 감미료, 소금 등의 함미료, 식초 등의 산미료, 핵산이나 글루탐산 성분이 들어 있는 지미료 등으로 나뉜다. 대표적으로 MSG로 잘 알려진 글루탐산 나트륨이 있다. 그래서 시즈닝이라고도 불린다.

## 역사
조미료는 고대 로마, 고대 인도, 고대 그리스, 고대 중국에서 알려져 있었으며, 음식의 맛을 개선시키기 위해 종종 사용되었다. 음식보존 기법이 널리 퍼지기 전까지는 신랄한 향신료와 조미료를 사용하여 음식을 더 맛있게 만들었다.

## 같이 보기
- 향신료
- 감미료
- 함미료
- 산미료
- 지미료
- 소스 (음식)

## 참고 문헌
- Farrell, K. T. (1990). 《Spices, Condiments and Seasonings》 2판. MA, USA: Aspen Publishers. 291쪽. ISBN 9780834213371.